# L'incoronazione di Dario
L'incoronazione di Dario (RV 719) è un'opera in tre atti del compositore Antonio Vivaldi su libretto di Adriano Morselli.
Il lavoro fu rappresentato per la prima volta il 23 gennaio 1717 al Teatro Sant'Angelo di Venezia e venne dedicato al Duca Antonio Ferdinando Gonzaga.

## Primi interpreti
| ruolo             | tipologia vocale    | primi interpreti, 23 gennaio 1717       |
| ----------------- | ------------------- | --------------------------------------- |
| Dario             | tenore              | Annibale Pio Fabri Bolognese ("Balino") |
| Statira           | contralto           | Anna Dotti Bolognese                    |
| Argene            | contralto           | Anna Maria Fabbri Bolognese             |
| Niceno            | basso               | Angelo Zannoni Veneziano                |
| Alinda            | soprano             | Teresa Cotte Milanese                   |
| Oronte            | soprano castrato    | Carlo Cristini                          |
| Arpago            | soprano in travesti | Antonia Pellizzari Veneziana            |
| Flora             | contralto           | Rosa Mignatti Bolognese                 |
| ombra di Ciro     | tenore              | Annibale Pio Fabri                      |
| oracolo di Apollo | basso               | Angelo Zannoni o Lucrezio Borsari       |

## Struttura dell'opera
Sinfonia (Allegro - Andante - Presto)

### Atto I
- Recitativo accompagnato: Figlie tergete i lumi (Ombra di Ciro)
- Duetto: Cessi il pianto, il riso torni (Statira e Argene)
- Sarà dono del tuo amore (Dario)
- D'un bel viso in un momento (Argene)
- Ho in petto un certo affanno (Statira)
- Arma il cor di bel coraggio (Flora)
- Sinfonia di combattimento
- Cinto il crin di verde alloro (Arpago)
- Chi vantar può il suo valore (Dario)
- Lasciami in pace (Oronte)
- Se si potesse amar (Alinda)
- Cantata - Ardo tacito amante (Statira)
- L'occhio, il labbro, il seno, il core (Statira)
- Affetti del cor mio (Argene)
- Quale all'onte da' venti sul monte (Niceno)

### Atto II
- Arioso - Cessa tiranno amor (Dario)
- Arioso - Sì sì dolce amor mio (Argene)
- Placami la mia bella (Dario)
- Fermo scoglio (Argene)
- Arioso - Dalle furie tormentata (Statira)
- Lo spietato, e crudo amore (Flora)
- Terzetto - Lampa eterna (Dario, Oronte e Arpago)
- Accompagnato - Quel che la maggior figlia (Oracolo di Apollo)
- Non mi lusinga vana speranza (Oronte)
- Mi va scherzando in sen (Arpago)
- Serena il tetro nubilo (Statira)
- Se fui contento (Oronte)
- Io son quell'augelletto (Alinda)
- Arioso - Dario amato (Argene)
- Arioso - Dunque solo (Dario)
- Sarà tua la bella sposa (Argene)
- Se palpitare il sen (Statira)
- Non lusinghi il core amante (Niceno)
- Perderò la bella mia (Dario)

### Atto III
- Arioso - Col splendor del sacro alloro (Oronte e Arpago)
- Ubbidisco amate stelle (Arpago)
- Sentirò fra ramo e ramo (Statira) [aggiunta]
- Arioso - Se speri di baciar (Argene e Alinda)
- Amorosa la mia speme (Alinda)
- Crudeltà, che m'è pietosa (Oronte)
- Duetto - Pur t'abbraccio, pur t'annodo (Dario e Statira)
- A me ceppi, a me catene? (Alinda)
- Ferri, ceppi, sangue, morte (Argene)
- Coro - Rinforzi la gioia il suon delle trombe (tutti)

## Trama
Nel libretto l'argomento è così descritto: